# Жерковиці (Малопольське воєводство)
Жерковиці (пол. Żerkowice) — село в Польщі, у гміні Івановиці Краківського повіту Малопольського воєводства.
Населення — 294 особи (2011).
У 1975-1998 роках село належало до Краківського воєводства.

## Демографія
Демографічна структура станом на 31 березня 2011 року:
|          | Загалом | Допрацездатний вік | Працездатний вік | Постпрацездатний вік |
| -------- | ------- | ------------------ | ---------------- | -------------------- |
| Чоловіки | 152     | 36                 | 99               | 17                   |
| Жінки    | 142     | 33                 | 80               | 29                   |
| Разом    | 294     | 69                 | 179              | 46                   |